# Adam Karol Czartoryski
Kníže Adam Karol Czartoryski (polsky: [ˈadam ˈkarɔl t͡ʂartɔˈrɨskʲi]; * 2. ledna 1940 Sevilla) je polský a španělský aristokrat, který je hlavou polského rodu Czartoryských. Je spřízněn jak se španělskou královskou rodinou (rod Bourbon-Anjou), tak s francouzským rodem Orleánských. V roce 2016 prodal rodinnou uměleckou sbírku v Muzeu knížat Czartoryských polskému státu za přibližně 100 milionů eur.

## Biografie
Na začátku druhé světové války (1939–1945) Němci napadli Polsko. Gestapo zatklo prince Augustyna a princeznu Dolores, která byla těhotná s princem Adamem Karolem. Prostřednictvím svých vztahů s italskou a španělskou královskou rodinou zařídili svou deportaci do Španělska. Adam Karol Czartoryski se narodil 2. ledna 1940 v Seville ve Španělsku. Bratr Adama Karola Ludwik Piotr se narodil v roce 1945. Princ Augustyn a Ludwik Piotr zemřeli v roce 1946 a byli pohřbeni v kryptě Slezského kostela v Seville.
Adam Karol Czartoryski získal vzdělání ve Španělsku a poté v Anglii. Nějakou dobu žil v Irsku, kde se stal profesionálním automobilovým závodníkem a nadšencem do karate. Byl velkým obdivovatelem havajského velmistra Eda Parkera. Trénoval s Johnem McSweeneym, žákem Eda Parkera. Po návratu do rodného Španělska na konci šedesátých let pokračoval v trénování karate pod vedením japonského senseie Jasunari Išimiho. Dosáhl 5. danu.
Czartoryski byl ředitelem několika mezinárodních karate organizací. Podporoval také konvenční wrestling a judo. V roce 1976 čínská vláda udělila sportovní medaile Adamu Czartoryskému Bourbonovi a Fernandu Comptemu, předsedovi Španělské wrestlingové asociace. V roce 1982 byl zvolen vicepředsedou Světové federace karate a Evropské federace karate. V roce 1984 byl členem Španělského olympijského výboru (COE) pro karate na základě svých funkcí v karate federacích. Od roku 2020 byl čestným předsedou International Budo Academy, která školí učitele bojových umění.
V roce 1974 se stal hlavním správcem polského fondu Dzialynska Trust, který založila jeho rodina v roce 1899 v Norwichi v Anglii na podporu polských studentů ve Spojeném království a v Polsku. Dne 25. ledna 1977 se v Londýně oženil s Norou de Piccioto. Jejich dcera Tamara Laura Czartoryska se narodila 25. dubna 1978. Pár se rozvedl v roce 1986.

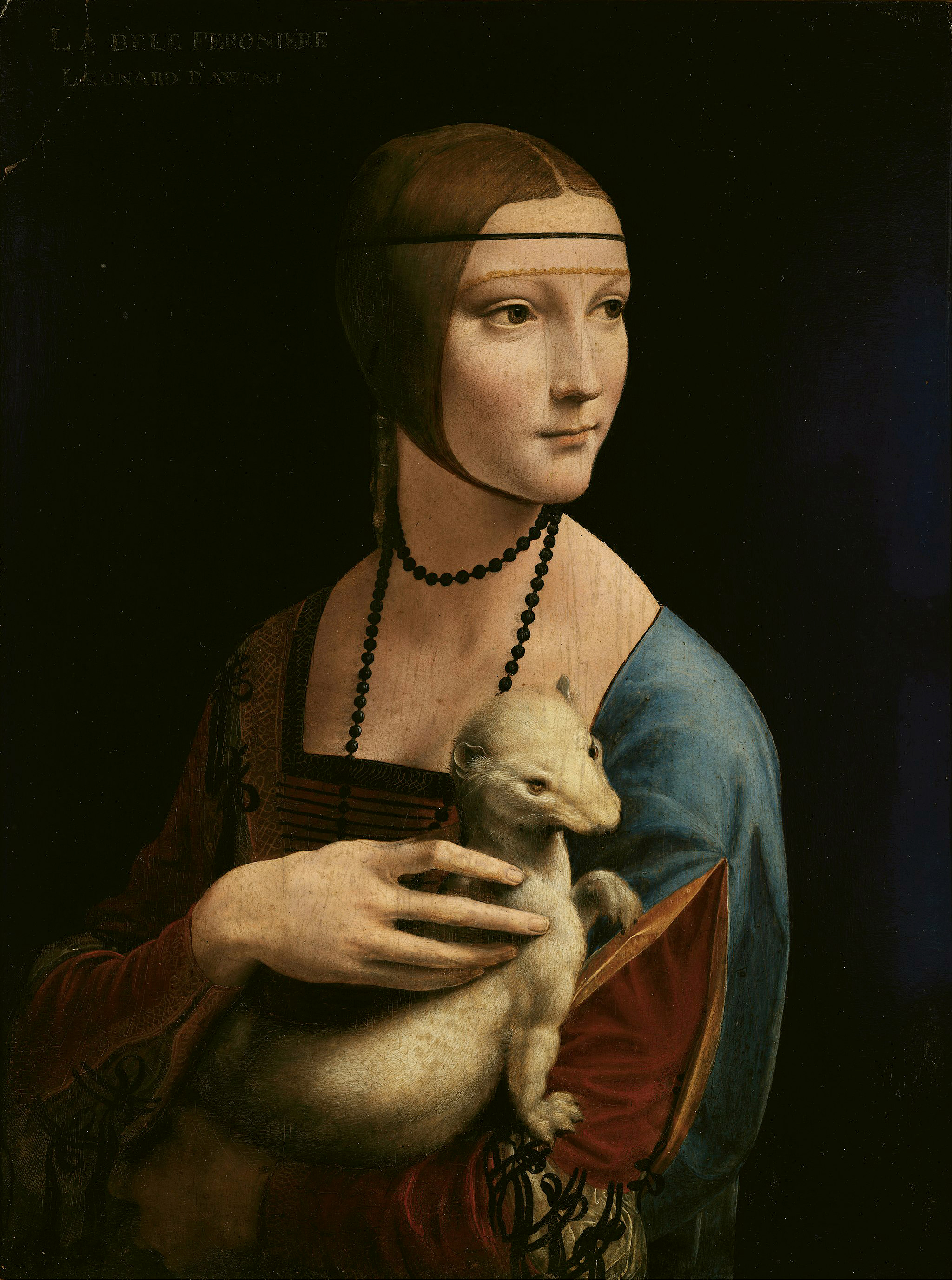
Dáma s hranostajem od Leonarda da Vinci, nejslavnější z děl Czartoryského sbírky

V roce 1989, po pádu Polské lidové republiky, mohl Czartoryski poprvé navštívit Polsko. V roce 1991 ho Polská republika uznala za jeho filantropii a udělila mu Řád znovuzrozeného Polska. Toho roku mu polská vláda vrátila rodinné umělecké sbírky a knihovny. Byla spravována Polským národním muzeem v Krakově. V roce 1992 reprezentoval Polsko na otevření „Circa 1492: Art in the Age of Exploration“ v Národní galerii umění ve Washingtonu, D.C. Později téhož roku měl na starosti polský pavilon na Expo v Seville '92.
V roce 1997 si Czartoryski všiml v Sotheby's prodeje obrazu nizozemského umělce Jana Mostaerta s názvem Portrét dámy, pravděpodobně Anny Bretaňské, o kterém tvrdil, že pocházel z uloupené umělecké sbírky jeho rodiny. Majitel řekl, že jeho matka koupila obraz v 50. letech 20. století za 6 000 dolarů od renomované newyorské umělecké galerie. Začala právní bitva o určení právoplatného vlastníka.
Czartoryského matka, princezna Maria Dolores, zemřela v Madridu v roce 1996. Dne 12. prosince 2000 se v Londýně oženil s Josette Calilovou. V prosinci 2016 prodal sbírku polskému státu za extrémně nízkou cenu v transakci, která vyvolala určitou kritiku a vyústila v právní bitvy.

## Prodej sbírky Czartoryských
Sbírka Czartoryských byla založena v roce 1796 předkem Adama Karola Czartoryského, kněžnou Izabelou Czartoryskou, liberální progresivistkou, která si dopisovala s Voltairem, Jean-Jacquesem Rousseauem a Benjaminem Franklinem. Původním cílem bylo zachování polského kulturního dědictví, ale později byly do sbírky přidány předměty z celého světa, včetně předmětů uloupených z tábora osmanského sultána po bitvě u Vídně v roce 1683. Izabelini potomci přidali díla z Řecka, Říma, Egypta a Japonska. V roce 1798 kníže Adam Jerzy Czartoryski, syn Izabely, navštívil Itálii, kde koupil Dámu s hranostajem od Leonarda da Vinci a Raffaelův Portrét mladého muže. Rembrandtova Krajina s milosrdným Samaritánem je posledním ze tří nejdůležitějších děl sbírky.

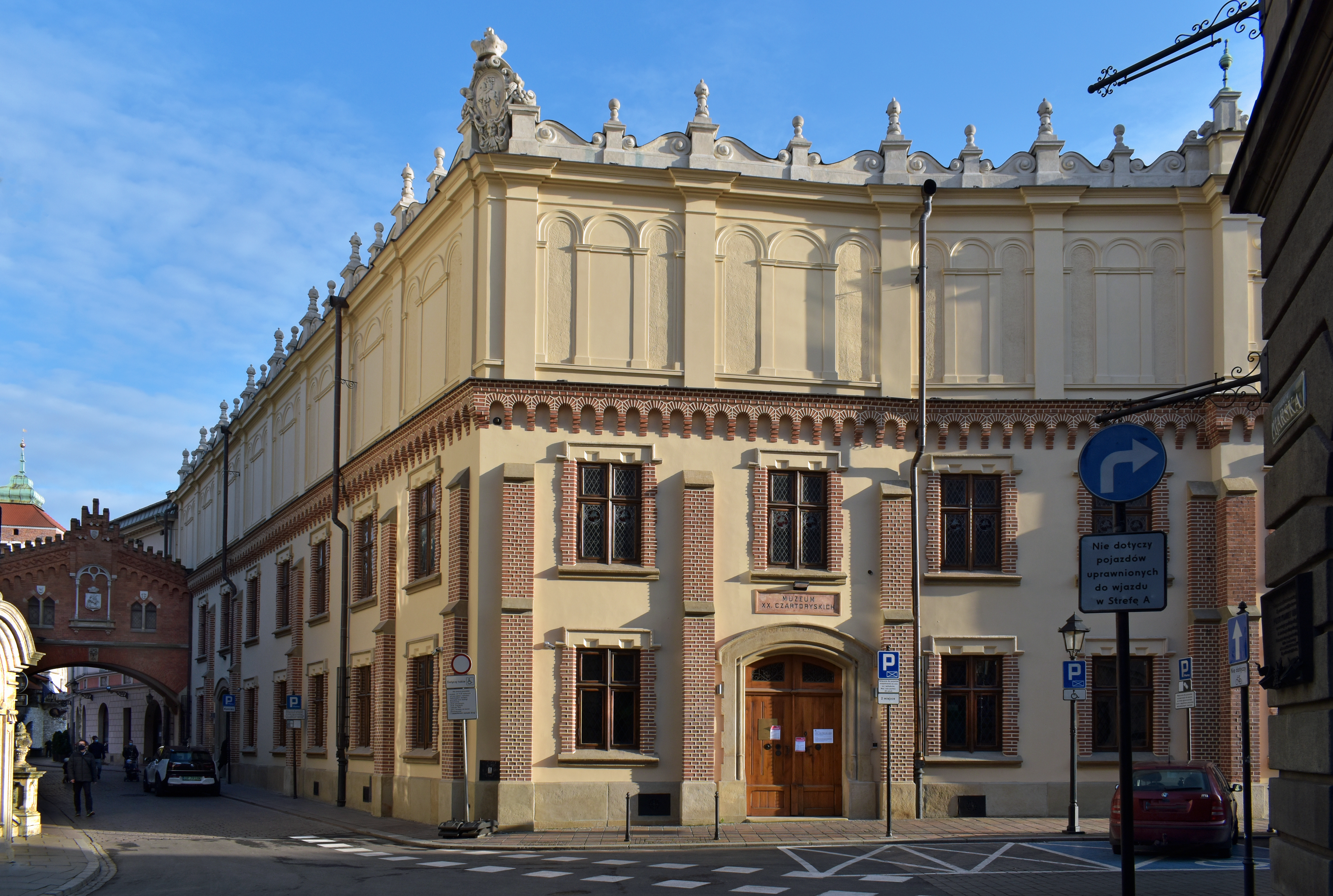
Palác Czartoryských, Muzeum knížat Czartoryských v Krakově

K roku 1939 sbírka obsahovala 5 000 obrazů, soch a dalších starožitností. Když Němci toho roku napadli Polsko, Augustyn Józef Czartoryski nechal nejcennější předměty ukrýt pod barokním zámkem rodiny Sieniawských, jiné byly uloženy ve sklepě muzea. Němci však sbírku našli a díla byla odvezena na různá místa v Německu. Po válce našel polský zástupce v Komisi spojenců pro získávání uměleckých děl mnoho z ukradených obrazů a získal je zpět pro Muzeum knížat Czartoryských. Portrét mladého muže nebyl nalezen. Muzeum se stalo pobočkou Národního muzea Polska v Krakově. Sbírka v tu dobu zahrnovala 86 000 uměleckých děl a 250 000 knih a dalších rukopisů.
V Londýně se koncem 60. let 20. století Adam Karol Czartoryski setkal s profesorem Markem Rostworowským, který byl v roce 1965 jmenován ředitelem sbírky Czartoryských v Polsku. V roce 1991 byl profesor Rostworowski jmenován ministrem kultury. Toho roku Vrchní soud vrátil Muzeum knížat Czartoryských a knihovnu a jejich obsah Czartoryskému, který založil Nadaci knížat Czartoryských, která měla sbírku spravovat. Sbírku nadále udržovalo a spravovalo Národní muzeum, které si budovy pronajalo od nadace.
Muzeum knížat Czartoryských v Krakově bylo v roce 2010 uzavřeno z důvodu rozsáhlých rekonstrukcí. 
Czartoryski se rozhodl svěřit svou sbírku polskému národu, včetně Dámy s hranostajem, Krajiny s milosrdným Samaritánem a děl Augusta Renoira. Smlouva o prodeji sbírky polskému státu za 100 milionů EUR byla podepsána 29. prosince 2016. Za Polskou republiku smlouvu podepsal místopředseda vlády a ministr kultury Piotr Gliński. Kupní cena byla hluboko pod odhadovanou hodnotou 2 miliard dolarů. Navzdory tomu byla koupě státu kritizována s odůvodněním, že peníze mohly být lépe vynaloženy na zachování ohrožených polských památek, jako jsou opuštěné panské domy. Podle zákona Czartoryského sbírka stejně nemohla opustit zemi bez povolení vlády. Umělecká díla nebyla přesunuta. Většina z nich byla v Národním muzeu v Krakově, kromě Da Vinciho Dámy s hranostajem, která byla na královském hradě na Wawelu v Krakově. Očekávalo se, že muzeum bude připraveno na znovuotevření do roku 2019.
Správní rada Czartoryského nadace si stěžovala, že s nimi prodej nebyl konzultován, a odstoupila. Jeden z členů představenstva vyjádřil obavu, že by sbírka mohla být nakonec prodána soukromým vlastníkům.

## Původ

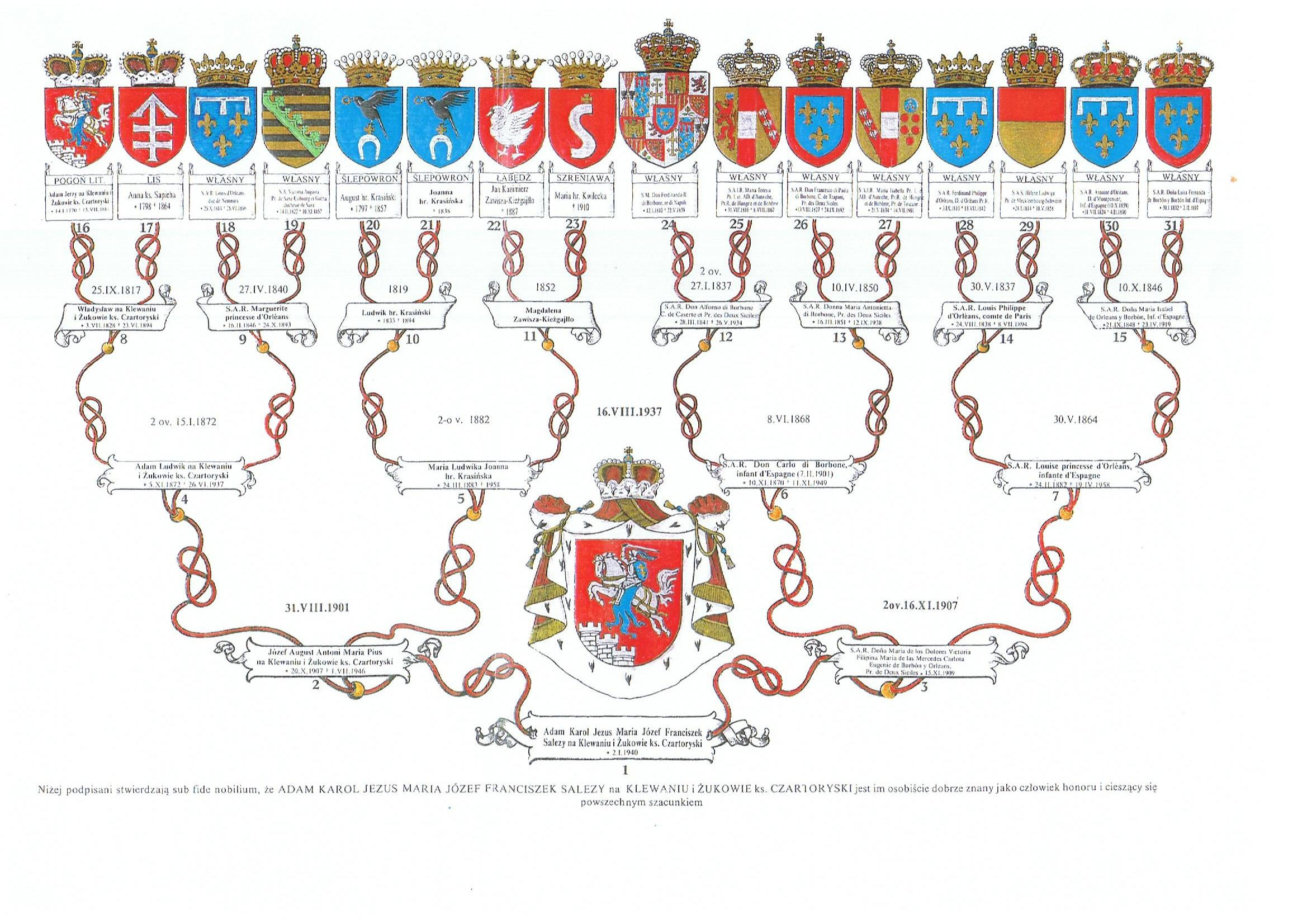
Rodokmen

Adam Karol Czartoryski je synem knížete Augustyna Józefa Czartoryského (1907–1946) a princezny Marie Dolores Bourbonsko-Sicilské. Prostřednictvím své matky je bratrancem krále Juana Carlose I. Španělského. Je hlavou polského rodu Czartoryských, potomků Gediminase († 1341), vládce Litevského velkoknížectví. Czartoryští se dostali k moci za Augusta Aleksandera Czartoryského (1697–1782), který se oženil s hraběnkou Zofií von Dönhoff, jedinou dědičkou Sieniawských. Czartoryští a Potočtí byly dva nejvlivnější šlechtické rody posledních desetiletí Polsko-litevské unie (1569–1795).

## Vývod z předků
|                        |                                   |  |                                  |                                    |  |  |  |  |  |  |  | Adam Jerzy Czartoryski |
|                        |                                   |  |                                  |                                    |  |  |  |  |  |  |  |                        |
|                        | Władysław Czartoryski             |  |                                  |                                    |  |  |  |  |  |  |  |                        |
|                        |                                   |  |                                  |                                    |  |  |  |  |  |  |  |                        |
|                        |                                   |  |                                  | Anna Zofia Sapiehová               |  |  |  |  |  |  |  |                        |
|                        |                                   |  |                                  |                                    |  |  |  |  |  |  |  |                        |
|                        | Adam Ludwik Czartoryski           |  |                                  |                                    |  |  |  |  |  |  |  |                        |
|                        |                                   |  |                                  |                                    |  |  |  |  |  |  |  |                        |
|                        |                                   |  |                                  | Ludvík Orleánský, vévoda z Nemours |  |  |  |  |  |  |  |                        |
|                        |                                   |  |                                  |                                    |  |  |  |  |  |  |  |                        |
|                        | Markéta Adelaida Orleánská        |  |                                  |                                    |  |  |  |  |  |  |  |                        |
|                        |                                   |  |                                  |                                    |  |  |  |  |  |  |  |                        |
|                        |                                   |  |                                  | Viktorie Sasko-Kobursko-Kohárská   |  |  |  |  |  |  |  |                        |
|                        |                                   |  |                                  |                                    |  |  |  |  |  |  |  |                        |
|                        | Augustin Josef Czartoryský        |  |                                  |                                    |  |  |  |  |  |  |  |                        |
|                        |                                   |  |                                  |                                    |  |  |  |  |  |  |  |                        |
|                        |                                   |  |                                  | August Krasiński                   |  |  |  |  |  |  |  |                        |
|                        |                                   |  |                                  |                                    |  |  |  |  |  |  |  |                        |
|                        | Ludwik Józef Krasiński            |  |                                  |                                    |  |  |  |  |  |  |  |                        |
|                        |                                   |  |                                  |                                    |  |  |  |  |  |  |  |                        |
|                        |                                   |  |                                  | Joanna Korwin-Krasińska            |  |  |  |  |  |  |  |                        |
|                        |                                   |  |                                  |                                    |  |  |  |  |  |  |  |                        |
|                        | Maria Ludovika Krasińská          |  |                                  |                                    |  |  |  |  |  |  |  |                        |
|                        |                                   |  |                                  |                                    |  |  |  |  |  |  |  |                        |
|                        |                                   |  |                                  | Jan Kazimír Zawisza                |  |  |  |  |  |  |  |                        |
|                        |                                   |  |                                  |                                    |  |  |  |  |  |  |  |                        |
|                        | Marie Magdalena Radzivillová      |  |                                  |                                    |  |  |  |  |  |  |  |                        |
|                        |                                   |  |                                  |                                    |  |  |  |  |  |  |  |                        |
|                        |                                   |  |                                  | Maria Kwilecka                     |  |  |  |  |  |  |  |                        |
|                        |                                   |  |                                  |                                    |  |  |  |  |  |  |  |                        |
| Adam Karol Czartoryski |                                   |  |                                  |                                    |  |  |  |  |  |  |  |                        |
|                        |                                   |  |                                  |                                    |  |  |  |  |  |  |  |                        |
|                        |                                   |  | Ferdinand II. Neapolsko-Sicilský |                                    |  |  |  |  |  |  |  |                        |
|                        |                                   |  |                                  |                                    |  |  |  |  |  |  |  |                        |
|                        | Alfons Neapolsko-Sicilský         |  |                                  |                                    |  |  |  |  |  |  |  |                        |
|                        |                                   |  |                                  |                                    |  |  |  |  |  |  |  |                        |
|                        |                                   |  |                                  | Marie Terezie Izabela Rakouská     |  |  |  |  |  |  |  |                        |
|                        |                                   |  |                                  |                                    |  |  |  |  |  |  |  |                        |
|                        | Karel Bourbonsko-Sicilský         |  |                                  |                                    |  |  |  |  |  |  |  |                        |
|                        |                                   |  |                                  |                                    |  |  |  |  |  |  |  |                        |
|                        |                                   |  |                                  | František Neapolsko-Sicilský       |  |  |  |  |  |  |  |                        |
|                        |                                   |  |                                  |                                    |  |  |  |  |  |  |  |                        |
|                        | Marie Antonie Neapolsko-Sicilská  |  |                                  |                                    |  |  |  |  |  |  |  |                        |
|                        |                                   |  |                                  |                                    |  |  |  |  |  |  |  |                        |
|                        |                                   |  |                                  | Marie Izabela Toskánská            |  |  |  |  |  |  |  |                        |
|                        |                                   |  |                                  |                                    |  |  |  |  |  |  |  |                        |
|                        | Maria Dolores Bourbonsko-Sicilská |  |                                  |                                    |  |  |  |  |  |  |  |                        |
|                        |                                   |  |                                  |                                    |  |  |  |  |  |  |  |                        |
|                        |                                   |  |                                  | Ferdinand Filip Orleánský          |  |  |  |  |  |  |  |                        |
|                        |                                   |  |                                  |                                    |  |  |  |  |  |  |  |                        |
|                        | Filip Pařížský                    |  |                                  |                                    |  |  |  |  |  |  |  |                        |
|                        |                                   |  |                                  |                                    |  |  |  |  |  |  |  |                        |
|                        |                                   |  |                                  | Helena Meklenbursko-Zvěřínská      |  |  |  |  |  |  |  |                        |
|                        |                                   |  |                                  |                                    |  |  |  |  |  |  |  |                        |
|                        | Luisa Orleánská                   |  |                                  |                                    |  |  |  |  |  |  |  |                        |
|                        |                                   |  |                                  |                                    |  |  |  |  |  |  |  |                        |
|                        |                                   |  |                                  | Antonín z Montpensier              |  |  |  |  |  |  |  |                        |
|                        |                                   |  |                                  |                                    |  |  |  |  |  |  |  |                        |
|                        | Marie Isabela Orleánská           |  |                                  |                                    |  |  |  |  |  |  |  |                        |
|                        |                                   |  |                                  |                                    |  |  |  |  |  |  |  |                        |
|                        |                                   |  |                                  | Luisa Fernanda z Montpensier       |  |  |  |  |  |  |  |                        |
|                        |                                   |  |                                  |                                    |  |  |  |  |  |  |  |                        |